# Batalla de Santa Rosa (Mendoza)
Se conoce como Batalla de Santa Rosa a dos batallas ocurridas en el mismo sitio (Santa Rosa, provincia de Mendoza, Argentina), el 29 de octubre y del 7 de diciembre de 1874, durante la guerra civil entre las fuerzas del gobierno argentino y las revolucionarias dirigidas por José Miguel Arredondo.
La revolución de 1874 estalló en respuesta al triunfo electoral de Nicolás Avellaneda, con la excusa de que había triunfado gracias al fraude. El fraude había existido, por supuesto, pero lo habían usado ambos bandos, y el propio candidato derrotado, Bartolomé Mitre, lo había utilizado varias veces en el pasado. Dos grupos militares se unieron a la revolución, una en el interior de la provincia de Buenos Aires, la otra, dirigida por José Miguel Arredondo, en San Luis y el sur de la provincia de Córdoba.

## Primera batalla de Santa Rosa
Tras ocupar la ciudad de Córdoba, Arredondo se dirigió a San Luis y de allí a Mendoza, donde lo esperaba el coronel Amaro Catalán al frente de las milicias provinciales.
En Santa Rosa, el día 29 de octubre, la carga frontal de las fuerzas de Arredondo derrotó a los milicianos mendocinos, y la muerte de Catalán decidió la batalla. 
Arredondo ocupó la ciudad de Mendoza, y derrocó a los gobernadores de esa provincia y la de San Juan. Poco después llegaba la noticia de la derrota de Mitre en la batalla de La Verde.

## Segunda batalla de Santa Rosa
Roca llegó poco después a la provincia de Mendoza, y Arredondo lo esperó en el mismo punto de Santa Rosa, defendido por una posición fuerte, con una ancha zanja y un parapeto de tierra, rodeado de montes bajos, imposibles de cruzar para la caballería.
Esa noche, un baqueano guio las fuerzas de Roca por el único sendero que podía esquivar la posición de los revolucionarios, que estaban demasiado confiados para creer que eso se pudiera hacer. Y a la mañana siguiente, 7 de diciembre, el ataque de Roca ocurrió por la retaguardia enemiga; las fuerzas revolucionarias se defendieron valientemente, pero fueron pronto superadas por las leales al gobierno. Roca encontró al desorientado Arredondo, que aún creía que el grueso de las fuerzas enemigas atacarían por el frente, y lo obligó a rendirse. La totalidad de las fuerzas vencidas fueron muertas o tomadas prisioneras.

## Consecuencias
La revolución estaba definitivamente vencida, y el gobierno de Avellaneda salvado. Como premio a su victoria, Roca fue ascendido al grado de general; pero al saber que Arredondo iba a ser fusilado, lo dejó huir a Chile.
La carrera política de Mitre pasó a un franco segundo plano desde entonces; la de Roca seguiría en ascenso, hasta llegar a ser presidente de la Nación Argentina en dos períodos, en un total de doce años. La carrera militar de Arredondo en la Argentina prácticamente terminó allí, aunque unos años más tarde protagonizaría una revolución en su país de origen, Uruguay, solo para ser derrotado en la batalla del Quebracho.
La batalla de Santa Rosa significó el final de la revolución de 1874, y de las campañas militares de las guerras civiles con batallas a campo abierto. Todavía hubo algunos episodios menores, pero este tipo de batallas, que había caracterizado las guerras civiles argentinas, no volvería a definir la historia política de este país.